# Campeonato Mineiro 2022
El Campeonato Mineiro de 2022 fue la edición 108.ª del principal campeonato de clubes de fútbol del Estado de Minas Gerais. El torneo fue organizado por la Federação Mineira de Futebol y está entre los torneos más importantes del país. Concede cuatro cupos a la Copa de Brasil 2023 y tres más al Campeonato Brasileño de Serie D para equipos que no pertenezcan a ninguna de las demás categorías.
Atlético Mineiro se convirtió en tricampeón estadual tras vencer en la final a su clásico rival, Cruzeiro, por un marcador de 3-1, consiguiendo además su título número 47.

## Sistema de juego
Los 12 equipos participantes del Módulo I se enfrentan entre sí en una única ronda jugando un máximo de 11 juegos en la primera fase. Al igual que en la edición anterior, los cuatro mejores equipos clasificarán a la fase final del campeonato, los equipos ubicados de la quinta a la octava posición clasificarán a Copa Inconfidência y los dos últimos serán descendidos al Módulo II.
En la fase final, las semifinales se jugarán en partidos de ida y vuelta, mientras que la final se jugará a partido único. Los mejores equipos en cada fase clasificarán a la siguiente hasta llegar al campeón del torneo.

### Criterios de desempate
En caso de empate en la primera fase, se sigue el siguiente orden:
1. Mayor número de partidos ganados.
2. Mejor diferencia de gol.
3. Mayor número de goles a favor.
4. Enfrentamiento directo.
5. Menor número de tarjetas rojas recibidas.
6. Menor número de tarjetas amarillas recibidas.
7. Sorteo.

En caso de empate en las semifinales, se sigue el siguiente orden:
1. Mejor diferencia de gol.
2. Rendimiento en la primera fase del torneo.

En caso de empate en la final, se sigue el siguiente orden:
1. Mejor diferencia de gol.
2. Tanda de penales.

## Equipos participantes

### Ascensos y descensos
| Pos. | Descendidos en la temporada 2021 |
| ---- | -------------------------------- |
| 11.º | Boa Esporte                      |
| 12.º | Coimbra                          |

| Pos. | Ascendidos del Módulo II |
| ---- | ------------------------ |
| 1.º  | Villa Nova               |
| 2.º  | Democrata                |

### Información de los equipos
| Equipo           | Ciudad               | Estadio           | Capacidad | Posición 2021   |
| ---------------- | -------------------- | ----------------- | --------- | --------------- |
| América Mineiro  | Belo Horizonte       | Independência     | 23 018    | 2.°             |
| Athletic Club    | São João del-Rei     | Joaquim Portugal  | 3500      | 8.°             |
| Atlético Mineiro | Belo Horizonte       | Independência     | 23 018    | 1.°             |
| Caldense         | Poços de Caldas      | Ronaldo Junqueira | 7600      | 7.°             |
| Cruzeiro         | Belo Horizonte       | Mineirão          | 61 846    | 4.°             |
| Democrata        | Governador Valadares | Mamudão           | 8675      | 2.° (Módulo II) |
| Patrocinense     | Patrocínio           | Pedro Alves       | 8000      | 10.°            |
| Pouso Alegre     | Pouso Alegre         | Gino Maria Rossi  | 26 000    | 5.°             |
| Tombense         | Tombos               | Almeidão          | 3050      | 3.°             |
| Uberlândia       | Uberlândia           | Parque do Sabiá   | 53 350    | 9.°             |
| URT              | Patos de Minas       | Zama Maciel       | 4858      | 6.°             |
| Villa Nova       | Nova Lima            | Castor Cifuentes  | 5160      | 1.° (Módulo II) |

## Primera fase

### Tabla de posiciones
| Pos. | Equipos          | PJ | PG | PE | PP | GF | GC | Dif. | Pts. |
| ---- | ---------------- | -- | -- | -- | -- | -- | -- | ---- | ---- |
| 1.   | Atlético Mineiro | 11 | 9  | 1  | 1  | 23 | 5  | +18  | 28   |
| 2.   | Athletic Club    | 11 | 8  | 1  | 2  | 15 | 4  | +11  | 25   |
| 3.   | Cruzeiro         | 11 | 7  | 1  | 3  | 21 | 11 | +10  | 22   |
| 4.   | Caldense         | 11 | 6  | 0  | 5  | 12 | 13 | −1   | 18   |
| 5.   | América Mineiro  | 11 | 5  | 2  | 4  | 11 | 8  | +3   | 17   |
| 6.   | Villa Nova       | 11 | 3  | 6  | 2  | 13 | 10 | +3   | 15   |
| 7.   | Democrata        | 11 | 4  | 2  | 5  | 10 | 10 | 0    | 14   |
| 8.   | Tombense         | 11 | 3  | 2  | 6  | 8  | 13 | −5   | 11   |
| 9.   | Patrocinense     | 11 | 3  | 1  | 7  | 7  | 16 | −9   | 10   |
| 10.  | Pouso Alegre     | 11 | 2  | 3  | 6  | 11 | 19 | −8   | 9    |
| 11.  | Uberlândia       | 11 | 2  | 3  | 6  | 6  | 16 | −10  | 9    |
| 12.  | URT              | 11 | 1  | 4  | 6  | 6  | 18 | −12  | 7    |

|  |                                                     |
|  | Clasificados a la fase final.                       |
|  | Clasificados a la Copa Inconfidência.               |
|  | Descendidos al Campeonato Mineiro - Módulo II 2023. |

### Resultados
| Local \ Visitante | AME | ATH | ATL | CAL | CRU | DEM | PAT | POU | TOM | UBE | URT | VIL |
| ----------------- | --- | --- | --- | --- | --- | --- | --- | --- | --- | --- | --- | --- |
| América Mineiro   | —   | 1–1 | 0–2 | —   | —   | 2–0 | 2–0 | —   | 1–0 | —   | —   | 0–1 |
| Athletic Club     | —   | —   | —   | —   | 0–1 | 1–0 | 1–0 | —   | 1–0 | —   | 4–0 | 1–0 |
| Atlético Mineiro  | —   | 1–0 | —   | 3–0 | 2–1 | —   | 3–0 | —   | 3–0 | —   | —   | —   |
| Caldense          | 2–1 | 0–1 | —   | —   | 1–2 | 1–0 | —   | 2–1 | 0–2 | —   | —   | —   |
| Cruzeiro          | 0–2 | —   | —   | —   | —   | 1–0 | —   | 5–1 | —   | 2–1 | 3–0 | 2–2 |
| Democrata         | —   | —   | 0–1 | —   | —   | —   | 1–1 | 1–0 | 1–0 | 3–0 | —   | —   |
| Patrocinense      | —   | —   | —   | 0–2 | 2–1 | —   | —   | 0–1 | 2–1 | 1–2 | 1–0 | —   |
| Pouso Alegre      | 0–1 | 1–4 | 2–3 | —   | —   | —   | —   | —   | —   | 2–0 | 1–1 | 1–1 |
| Tombense          | —   | —   | —   | —   | 0–3 | —   | —   | 1–1 | —   | 0–0 | 2–0 | 2–1 |
| Uberlândia        | 2–1 | 0–1 | 0–4 | 0–1 | —   | —   | —   | —   | —   | —   | —   | 0–0 |
| URT               | 0–0 | —   | 1–0 | 1–3 | —   | 1–2 | —   | —   | —   | 1–1 | —   | —   |
| Villa Nova        | —   | —   | 1–1 | 2–0 | —   | 2–2 | 2–0 | —   | —   | —   | 1–1 | —   |

## Copa Inconfidência
|  | Semifinales       | Semifinales       | Semifinales       | Semifinales       | Semifinales       |   |   | Final      | Final      | Final      |  |
|  | 23 al 27 de marzo | 23 al 27 de marzo | 23 al 27 de marzo | 23 al 27 de marzo | 23 al 27 de marzo |   |   | 3 de abril | 3 de abril | 3 de abril |  |
|  |                   |                   |                   |                   |                   |   |   |            |            |            |  |
|  |                   |                   |                   |                   |                   |   |   |            |            |            |  |
|  | 6                 | Villa Nova        | 2                 | 1                 | 3                 |   |   |            |            |            |  |
|  | 6                 | Villa Nova        | 2                 | 1                 | 3                 |   |   |            |            |            |  |
|  | 7                 | Democrata         | 1                 | 3                 | 4                 |   |   |            |            |            |  |
|  | 7                 | Democrata         | 1                 | 3                 | 4                 |   | 7 | Democrata  | 1          |            |  |
|  |                   |                   |                   |                   |                   |   | 7 | Democrata  | 1          |            |  |
|  |                   |                   | 8                 | Tombense          | 0                 |   |   |            |            |            |  |
|  | 5                 | América Mineiro   | 8                 | Tombense          | 0                 | 1 | 1 | 2          |            |            |  |
|  | 5                 | América Mineiro   |                   |                   |                   | 1 | 1 | 2          |            |            |  |
|  | 8                 | Tombense          | 3                 | 1                 | 4                 |   |   |            |            |            |  |
|  | 8                 | Tombense          | 3                 | 1                 | 4                 |   |   |            |            |            |  |
|  |                   |                   |                   |                   |                   |   |   |            |            |            |  |

Nota: El equipo que ocupa la primera línea es el que define la serie como local.

## Fase final
|  | Semifinales       | Semifinales       | Semifinales       | Semifinales       | Semifinales       |   |   | Final            | Final      | Final      |  |
|  | 22 al 27 de marzo | 22 al 27 de marzo | 22 al 27 de marzo | 22 al 27 de marzo | 22 al 27 de marzo |   |   | 2 de abril       | 2 de abril | 2 de abril |  |
|  |                   |                   |                   |                   |                   |   |   |                  |            |            |  |
|  |                   |                   |                   |                   |                   |   |   |                  |            |            |  |
|  | 1                 | Atlético Mineiro  | 2                 | 3                 | 5                 |   |   |                  |            |            |  |
|  | 1                 | Atlético Mineiro  | 2                 | 3                 | 5                 |   |   |                  |            |            |  |
|  | 4                 | Caldense          | 0                 | 0                 | 0                 |   |   |                  |            |            |  |
|  | 4                 | Caldense          | 0                 | 0                 | 0                 |   | 1 | Atlético Mineiro | 3          |            |  |
|  |                   |                   |                   |                   |                   |   | 1 | Atlético Mineiro | 3          |            |  |
|  |                   |                   | 3                 | Cruzeiro          | 1                 |   |   |                  |            |            |  |
|  | 2                 | Athletic Club     | 3                 | Cruzeiro          | 1                 | 0 | 1 | 1                |            |            |  |
|  | 2                 | Athletic Club     |                   |                   |                   | 0 | 1 | 1                |            |            |  |
|  | 3                 | Cruzeiro          | 2                 | 2                 | 4                 |   |   |                  |            |            |  |
|  | 3                 | Cruzeiro          | 2                 | 2                 | 4                 |   |   |                  |            |            |  |
|  |                   |                   |                   |                   |                   |   |   |                  |            |            |  |

|  | Campeón del Interior     |                   |   |   |       |  |
|  | 30 de marzo y 3 de abril |                   |   |   |       |  |
|  |                          |                   |   |   |       |  |
|  | 2                        | Athletic Club (p) | 1 | 0 | 1 (5) |  |
|  | 2                        | Athletic Club (p) | 1 | 0 | 1 (5) |  |
|  | 4                        | Caldense          | 1 | 0 | 1 (4) |  |
|  | 4                        | Caldense          | 1 | 0 | 1 (4) |  |

Nota: El equipo que ocupa la primera línea es el que define la serie como local.
| Bandera del estado de Minas Gerais |
| Campeón Atlético Mineiro           |
| 47.º título                        |

## Clasificación general
| Pos. | Equipos          | PJ | PG | PE | PP | GF | GC | Dif. | Pts. | Nota                                                                                   |
| ---- | ---------------- | -- | -- | -- | -- | -- | -- | ---- | ---- | -------------------------------------------------------------------------------------- |
| 1.   | Atlético Mineiro | 14 | 12 | 1  | 1  | 31 | 6  | +25  | 37   | Campeón y clasificado a Copa de Brasil 2023.                                           |
| 2.   | Cruzeiro         | 14 | 9  | 1  | 4  | 26 | 15 | +11  | 28   | Subcampeón y clasificado a Copa de Brasil 2023.                                        |
| 3.   | Athletic Club    | 15 | 8  | 3  | 4  | 17 | 9  | +8   | 27   | Clasificado a la Copa de Brasil 2023 y Serie D 2023.                                   |
| 4.   | Caldense         | 15 | 6  | 2  | 7  | 13 | 19 | −6   | 20   | Clasificado a la Copa de Brasil 2023.                                                  |
| 5.   | Democrata        | 14 | 6  | 2  | 6  | 15 | 13 | +2   | 20   | Ganador de la Copa Inconfidência, clasificado a la Copa de Brasil 2023 y Serie D 2023. |
| 6.   | Tombense         | 14 | 4  | 3  | 7  | 12 | 16 | −4   | 15   | Finalista de la Copa Inconfidência y clasificado a la Copa de Brasil 2023.             |
| 7.   | América Mineiro  | 13 | 5  | 3  | 5  | 13 | 12 | +1   | 18   | Clasificado a la Copa de Brasil 2023.                                                  |
| 8.   | Villa Nova       | 13 | 4  | 6  | 3  | 16 | 14 | +2   | 18   |                                                                                        |
| 9.   | Patrocinense     | 11 | 3  | 1  | 7  | 7  | 16 | −9   | 10   | Clasificado a la Serie D 2023.                                                         |
| 10.  | Pouso Alegre     | 11 | 2  | 3  | 6  | 11 | 19 | −8   | 9    |                                                                                        |
| 11.  | Uberlândia       | 11 | 2  | 3  | 6  | 6  | 16 | −10  | 9    | Descendidos al Campeonato Mineiro - Módulo II 2023.                                    |
| 12.  | URT              | 11 | 1  | 4  | 6  | 6  | 18 | −12  | 7    | Descendidos al Campeonato Mineiro - Módulo II 2023.                                    |

## Goleadores
| Jugador         | Equipo           | Goles |
| --------------- | ---------------- | ----- |
| Hulk            | Atlético Mineiro | 10    |
| Ciel            | Tombense         | 7     |
| Edu             | Cruzeiro         | 7     |
| Rafhael Lucas   | Athletic Club    | 6     |
| João Diogo      | Caldense         | 5     |
| Eduardo Sasha   | Atlético Mineiro | 5     |
| Marcelinho      | Democrata        | 3     |
| Kadu            | Villa Nova       | 3     |
| Thiago Mosquito | Villa Nova       | 3     |
| João Paulo      | Cruzeiro         | 3     |
| Vitor Roque     | Cruzeiro         | 3     |
| Ademir          | Atlético Mineiro | 3     |